# KT Волка
KT Волка (лат. KT Lupi), d Волка (лат. d Lupi), HD 138769 — тройная звезда в созвездии Волка на расстоянии (вычисленном из значения параллакса) приблизительно 446 световых лет (около 137 парсеков) от Солнца. Возраст звезды определён как около 21 млн лет.

## Характеристики
Первый компонент (CCDM J15359-4458A) — бело-голубая переменная Be-звезда (BE) спектрального класса B3V, или B3IVp, или B3. Видимая звёздная величина звезды — от +4,5m до +4,48m. Масса — около 2,241 солнечных, радиус — около 5,874 солнечных, светимость — около 650,06 солнечных. Эффективная температура — около 15616 K.
Второй компонент — красный карлик спектрального класса M. Масса — около 82,66 юпитерианских (0,07891 солнечной). Удалён на 1,957 а.е..
Третий компонент (CCDM J15359-4458B) — жёлто-белая звезда спектрального класса F. Видимая звёздная величина звезды — +7m. Радиус — около 4,37 солнечных, светимость — около 38,506 солнечных. Эффективная температура — около 6876 K. Удалён на 2,2 угловых секунды.